# Sylvain Marveaux
Sylvain Marveaux (Vannes, Francia, 15 de abril de 1986) es un exfutbolista francés, se desempeña como mediocampista, jugando en casi cualquier posición del centro del campo, habitualmente haciéndolo como volante izquierdo o mediapunta. Actualmente juega en el Football Club Lorient.

## Biografía
Su hermano Joris Marveaux también es futbolista; juega en el GFCO Ajaccio.

## Selección nacional
Ha sido internacional con las selecciones Sub-21, Sub-19, Sub-18, Sub-17 y Sub-16 en 43 ocasiones anotando 8 goles.

## Clubes
| Club                 | País       | Año           | Partidos | Goles |
| Stade Rennais        | Francia    | 2006 - 2011   | 120      | 20    |
| Newcastle United     | Inglaterra | 2011-2016     | 57       | 2     |
| EA Guingamp (cedido) | Francia    | 2014-2015     | 33       | 3     |
| FC Lorient           | Francia    | 2016-presente | 55       | 12    |
| AS Nancy (cedido)    | Francia    | 2019          | 9        | 5     |